# Cinq Femmes à abattre
Pour plus de détails, voir Fiche technique et Distribution.
Cinq Femmes à abattre, commercialement typographié 5 Femmes à abattre (titre original : Caged Heat) est un film américain réalisé par Jonathan Demme, sorti en 1974. Ce film d'exploitation de type women in prison est aussi le premier film de Jonathan Demme.

## Fiche technique
- Titre original : Caged Heat
- Titre français : 5 Femmes à abattre
- Réalisation : Jonathan Demme
- Scénario : Jonathan Demme
- Photographie : Tak Fujimoto
- Musique : John Cale
- Production : Samuel W. Gelfman, Evelyn Purcell et Roger Corman
- Pays d'origine : États-Unis
- Format : Couleurs - 1,33:1 - Mono
- Genre : action
- Durée : 83 minutes
- Date de sortie : 1974

## Distribution
- Juanita Brown : Maggie
- Roberta Collins : Belle Tyson
- Erica Gavin : Jacqueline Wilson
- Ella Reid : Pandora Williams
- Cheryl Smith : Lavelle
- Warren Miller : Dr. Randolph
- Barbara Steele : Supt. McQueen
- Carmen Argenziano : lutteur sous une fausse identité
- Joe Viola : conducteur de voiture de sport

Parmi les acteurs non crédités :
- Desiree Cousteau : Debbie
- Tak Fujimoto : propriétaire du magasin de sexe
- Gary Goetzman : Sparky